# Championnats du monde par équipes de patinage artistique 2009
Navigation
Mondiaux par équipes 2012
Les premiers championnats du monde par équipes de patinage artistique ont lieu du 15 au 19 avril 2009 au gymnase olympique de Yoyogi à Tokyo au Japon.
Les six pays ayant les meilleurs résultats au cours de la saison 2008/2009 sont qualifiés pour ces championnats : le Canada, la Chine, les États-Unis, la France, le Japon et la Russie. Chaque pays choisit deux patineurs individuels, deux patineuses individuelles, un couple artistique et un couple de danse sur glace.
La Fédération japonaise de patinage a organisé l'événement et a payé les primes pour les patineurs (prize money en anglais) qui s'élevait à 1 million de dollars américains.

## Palmarès final
| Rang | Médailles | Pays       | Points de l'équipe |
| ---- | --------- | ---------- | ------------------ |
| 1    | Or        | États-Unis | 60                 |
| 2    | Argent    | Canada     | 54                 |
| 3    | Bronze    | Japon      | 50                 |
| 4    |           | France     | 37                 |
| 5    |           | Russie     | 35                 |
| 6    |           | Chine      | 34                 |

## Patineurs
| Pays       | Messieurs                         | Dames                            | Couples                           | Danse sur glace                    |
| ---------- | --------------------------------- | -------------------------------- | --------------------------------- | ---------------------------------- |
| Canada     | Patrick Chan Vaughn Chipeur       | Joannie Rochette Cynthia Phaneuf | Jessica Dubé / Bryce Davison      | Tessa Virtue / Scott Moir          |
| Chine      | Jialiang Wu Chao Yang             | Liu Yan Binshu Xu                | Zhang Dan / Zhang Hao             | Xintong Huang / Xun Zheng          |
| États-Unis | Evan Lysacek Jeremy Abbott        | Caroline Zhang Rachael Flatt     | Caydee Denney / Jeremy Barrett    | Tanith Belbin / Benjamin Agosto    |
| France     | Brian Joubert Florent Amodio      | Candice Didier Gwendoline Didier | Vanessa James / Yannick Bonheur   | Nathalie Péchalat / Fabian Bourzat |
| Japon      | Nobunari Oda Takahiko Kozuka      | Mao Asada Miki Ando              | Narumi Takahashi / Mervin Tran    | Cathy Reed / Chris Reed            |
| Russie     | Sergey Voronov Konstantin Menshov | Alena Leonova Katarina Gerboldt  | Yuko Kavaguti / Alexandre Smirnov | Jana Khokhlova / Sergey Novitski   |

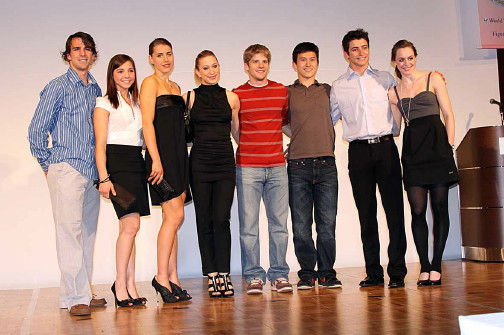
L'équipe canadienne
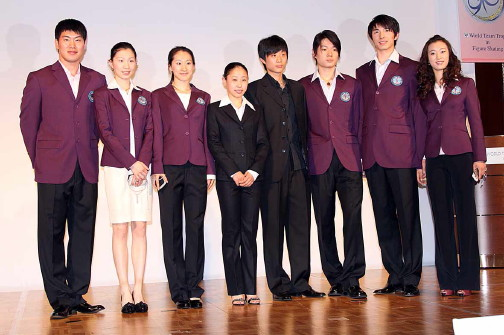
L'équipe chinoise
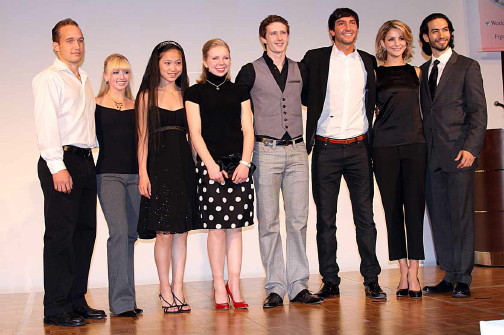
L'équipe américaine
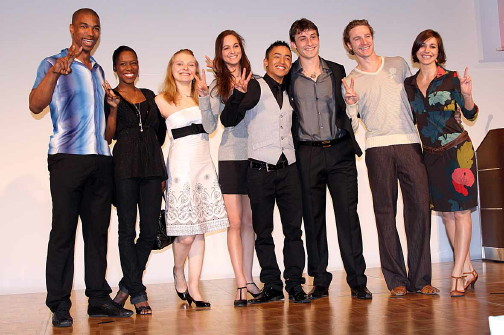
L'équipe française
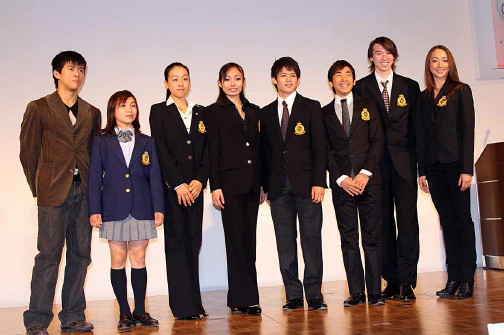
L'équipe japonaise
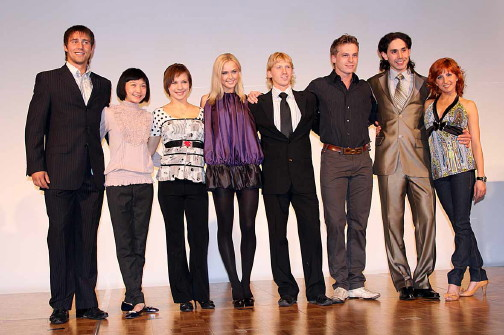
L'équipe russe

## Résultats par épreuves

### Compétition Messieurs

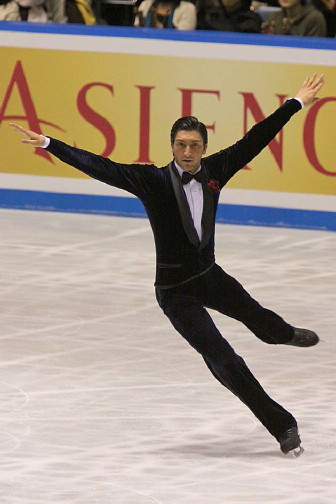
Evan Lysacek

| Rang | Pays       | Nom                | Points | Programme court | Programme court | Programme libre | Programme libre | Points pour l'équipe |
| ---- | ---------- | ------------------ | ------ | --------------- | --------------- | --------------- | --------------- | -------------------- |
| 1    | États-Unis | Evan Lysacek       | 238.56 | 2               | 83.70           | 1               | 154.86          | 12                   |
| 2    | France     | Brian Joubert      | 237.09 | 1               | 85.39           | 3               | 151.70          | 11                   |
| 3    | Japon      | Nobunari Oda       | 229.25 | 3               | 79.35           | 4               | 149.90          | 10                   |
| 4    | Canada     | Patrick Chan       | 217.98 | 9               | 66.03           | 2               | 151.95          | 9                    |
| 5    | États-Unis | Jeremy Abbott      | 205.05 | 5               | 71.27           | 5               | 133.78          | 8                    |
| 6    | Canada     | Vaughn Chipeur     | 198.91 | 6               | 71.05           | 6               | 127.86          | 7                    |
| 7    | Russie     | Sergey Voronov     | 196.70 | 4               | 71.42           | 8               | 125.28          | 6                    |
| 8    | Japon      | Takahiko Kozuka    | 190.93 | 10              | 65.25           | 7               | 125.68          | 5                    |
| 9    | Chine      | Jialiang Wu        | 183.86 | 8               | 66.90           | 10              | 116.96          | 4                    |
| 10   | France     | Florent Amodio     | 182.32 | 7               | 69.85           | 11              | 112.47          | 3                    |
| 11   | Chine      | Chao Yang          | 177.94 | 11              | 55.73           | 9               | 122.21          | 2                    |
| 12   | Russie     | Konstantin Menshov | 165.21 | 12              | 54.99           | 12              | 110.22          | 1                    |

### Compétition Dames

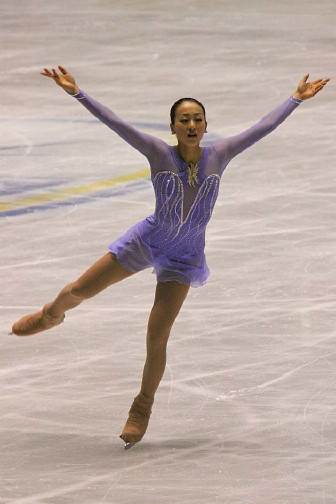
Mao Asada

| Rang | Pays       | Nom               | Points | Programme court | Programme court | Programme libre | Programme libre | Points pour l'équipe |
| ---- | ---------- | ----------------- | ------ | --------------- | --------------- | --------------- | --------------- | -------------------- |
| 1    | Japon      | Mao Asada         | 201.87 | 1               | 75.84           | 1               | 126.03          | 12                   |
| 2    | Canada     | Joannie Rochette  | 182.16 | 2               | 62.08           | 2               | 120.08          | 11                   |
| 3    | États-Unis | Caroline Zhang    | 175.68 | 4               | 58.88           | 3               | 116.80          | 10                   |
| 4    | États-Unis | Rachael Flatt     | 171.81 | 5               | 58.40           | 4               | 113.41          | 9                    |
| 5    | Japon      | Miki Ando         | 167.52 | 3               | 62.08           | 6               | 105.44          | 8                    |
| 6    | Russie     | Alena Leonova     | 161.40 | 6               | 54.72           | 5               | 106.68          | 7                    |
| 7    | Canada     | Cynthia Phaneuf   | 135.65 | 7               | 54.30           | 9               | 81.35           | 6                    |
| 8    | Chine      | Liu Yan           | 135.41 | 10              | 44.36           | 7               | 91.05           | 5                    |
| 9    | Chine      | Binshu Xu         | 133.26 | 8               | 50.30           | 8               | 82.96           | 4                    |
| 10   | France     | Candice Didier    | 126.46 | 9               | 48.38           | 10              | 78.08           | 3                    |
| 11   | France     | Gwendoline Didier | 113.87 | 12              | 38.10           | 11              | 75.77           | 2                    |
| 12   | Russie     | Katarina Gerboldt | 112.03 | 11              | 42.42           | 12              | 69.61           | 1                    |

### Compétition des Couples

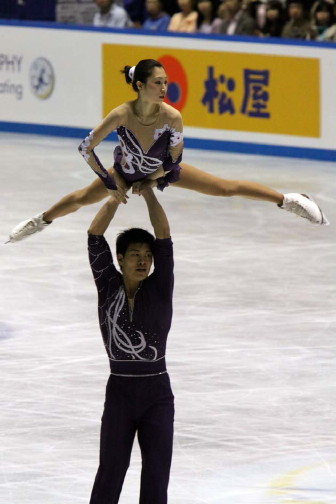
Zhang Dan et Zhang Hao

| Rang | Pays       | Nom                               | Points | Programme court | Programme court | Programme libre | Programme libre | Points pour l'équipe |
| ---- | ---------- | --------------------------------- | ------ | --------------- | --------------- | --------------- | --------------- | -------------------- |
| 1    | Chine      | Zhang Dan / Zhang Hao             | 193.82 | 1               | 70.42           | 1               | 123.40          | 12                   |
| 2    | Russie     | Yuko Kavaguti / Alexandre Smirnov | 185.15 | 2               | 65.08           | 2               | 120.07          | 11                   |
| 3    | Canada     | Jessica Dubé / Bryce Davison      | 164.12 | 4               | 55.44           | 3               | 108.68          | 10                   |
| 4    | États-Unis | Caydee Denney / Jeremy Barrett    | 158.24 | 3               | 56.58           | 4               | 101.66          | 9                    |
| 5    | France     | Vanessa James/ Yannick Bonheur    | 128.79 | 5               | 46.20           | 6               | 82.59           | 8                    |
| 6    | Japon      | Narumi Takahashi / Mervin Tran    | 125.91 | 6               | 43.00           | 5               | 82.91           | 7                    |

### Compétition de danse sur glace
| Rang | Pays       | Nom                                | Points | Danse originale | Danse originale | Danse libre | Danse libre | Points pour l'équipe |
| ---- | ---------- | ---------------------------------- | ------ | --------------- | --------------- | ----------- | ----------- | -------------------- |
| 1    | États-Unis | Tanith Belbin / Benjamin Agosto    | 162.98 | 1               | 64.27           | 1           | 98.71       | 12                   |
| 2    | Canada     | Tessa Virtue / Scott Moir          | 156.71 | 2               | 60.98           | 2           | 95.73       | 11                   |
| 3    | France     | Nathalie Péchalat / Fabian Bourzat | 150.63 | 4               | 57.36           | 3           | 93.27       | 10                   |
| 4    | Russie     | Jana Khokhlova / Sergey Novitski   | 149.45 | 3               | 58.58           | 4           | 90.87       | 9                    |
| 5    | Japon      | Cathy Reed / Chris Reed            | 120.23 | 5               | 44.80           | 5           | 75.43       | 8                    |
| 6    | Chine      | Xintong Huang / Xun Zheng          | 110.40 | 6               | 44.26           | 6           | 66.14       | 7                    |

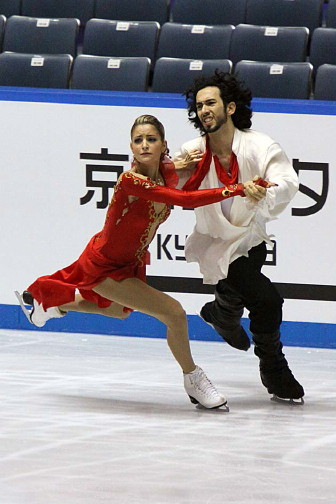
Tanith Belbin et Benjamin Agosto

Il n'y a pas eu de danse imposée lors de la compétition de danse sur glace.